# Аманда Гопманс
Аманда Гопманс (нід. Amanda Hopmans; нар. 11 лютого 1976) — колишня нідерландська тенісистка.
Найвищу одиночну позицію світового рейтингу — 72 місце досягла 1 листопада 1999, парну — 88 місце — 25 вересня 2000 року.
Здобула 8 одиночних та 11 парних титулів туру ITF.
Найвищим досягненням на турнірах Великого шолома було 2 коло в одиночному та парному розрядах.
Завершила кар'єру 2003 року.

## Фінали турнірів WTA
| Легенда                 |
| ----------------------- |
| Турніри Великого шолома |
| Tier I                  |
| Tier II                 |
| Tier III                |
| Tier IV & V             |

### Одиночний розряд: 1 (поразка)
| Результат | Ранг | Дата     | Турнір              | Покриття | Суперниця        | Рахунок       |
| --------- | ---- | -------- | ------------------- | -------- | ---------------- | ------------- |
| Поразка   | 1.   | Тра 2000 | Warsaw Open, Польща | Ґрунт    | Генрієта Надьова | 6–2, 4–6, 5–7 |

### Парний розряд: 1 (поразка)
| Результат | Ранг | Дата     | Турнір                   | Покриття | Партнерка               | Суперниці                      | Рахунок        |
| --------- | ---- | -------- | ------------------------ | -------- | ----------------------- | ------------------------------ | -------------- |
| Поразка   | 1.   | Кві 2000 | Estoril Open, Португалія | Ґрунт    | Крістіна Торренс-Валеро | Тіна Кріжан Катарина Среботнік | 0–6, 6–7(9–11) |

## Фінали ITF
| турніри $100,000 |
| турніри $75,000  |
| турніри $50,000  |
| турніри $25,000  |
| турніри $10,000  |

### Одиночний розряд: 11 (8–3)
| Результат | Ранг | Дата            | Турнір                             | Покриття   | Суперниця         | Рахунок       |
| --------- | ---- | --------------- | ---------------------------------- | ---------- | ----------------- | ------------- |
| Перемога  | 1.   | 17 липня 1995   | ITF Фрінтон-он-Сі, Велика Британія | Трава      | Юлія Лютрова      | 6–2, 7–6(1)   |
| Поразка   | 2.   | 17 вересня 1995 | Умаг, Хорватія                     | Ґрунт      | Силва Несвадбова  | 3–6, 4–6      |
| Перемога  | 3.   | 10 жовтня 1995  | Телфорд (Англія), Велика Британія  | Тверде (i) | Клер Тейлор       | 6–4, 6–3      |
| Перемога  | 4.   | 22 вересня 1997 | Бухарест, Румунія                  | Ґрунт      | Сандра Клезель    | 4–6, 6–2, 7–5 |
| Перемога  | 5.   | 11 жовтня 1998  | Батумі, Грузія                     | Килим      | Анастасія Мискіна | 6–2, 7–5      |
| Поразка   | 6.   | 5 грудня 1998   | Нью-Делі, Індія                    | Тверде     | Татьяна Гарбін    | 3–6, 2–6      |
| Перемога  | 7.   | 11 жовтня 1999  | Родос, Греція                      | Ґрунт      | Анна Фелденьї     | 6–3, 6–0      |
| Поразка   | 8.   | 1 липня 2001    | Бостад, Швеція                     | Ґрунт      | Ана Тимотич       | 6–3, 3–6, 0–6 |
| Перемога  | 9.   | 6 серпня 2001   | Гехінген (Цоллернальб), Німеччина  | Ґрунт      | Катарина Мишич    | 7–5, 6–1      |
| Перемога  | 10.  | 9 березня 2003  | Каїр, Єгипет                       | Ґрунт      | Фредеріка Пієдаде | 7–6, 6–4      |
| Перемога  | 11.  | 16 березня 2003 | Каїр, Єгипет                       | Ґрунт      | Маріель Гоґланд   | 6–1, 4–6, 6–4 |

### Парний розряд: 22 (11–11)
| Результат | Ранг | Дата             | Турнір                           | Покриття   | Партнерка             | Суперниці                            | Рахунок          |
| --------- | ---- | ---------------- | -------------------------------- | ---------- | --------------------- | ------------------------------------ | ---------------- |
| Перемога  | 1.   | 3 квітня 1994    | ITF Габороне, Ботсвана           | Тверде     | Магі Серна            | Евелін Фаут Радка Сурова             | 6–3, 6–1         |
| Перемога  | 2.   | 17 липня 1994    | Ольштин, Польща                  | Ґрунт      | Маріель Брюенс        | Коріна Мораріу Генрієта Надьова      | 6–4, 5–7, 7–5    |
| Поразка   | 3.   | 28 серпня 1994   | Стамбул, Туреччина               | Тверде     | Марія Попеску         | Наталія Соетрісно Сузанна Вібово     | 6–7, 4–6         |
| Поразка   | 4.   | 17 жовтня 1994   | Лангенталь, Швейцарія            | Килим (i)  | Генріетте ван Алдерен | Ширі Бурштейн Гіла Розен             | 5–7, 4–6         |
| Поразка   | 5.   | 22 травня 1995   | Ратцебург, Німеччина             | Ґрунт      | Анна Лінкова          | Баркан Неллі Клаудія Тімм            | 2–6, 1–6         |
| Поразка   | 6.   | 7 липня 1996     | Файгінген-ан-дер-Енц, Німеччина  | Ґрунт      | Седа Норландер        | Ленка Ценкова Адріана Герші          | 6–2, 3–6, ret.   |
| Поразка   | 7.   | 6 жовтня 1996    | Льєйда, Іспанія                  | Ґрунт      | Патті ван Аккер       | Кірстін Фрає Барбара Шварц           | 2–6, 1–6         |
| Перемога  | 8.   | 26 травня 1997   | Барселона, Іспанія               | Ґрунт      | Кім де Вейлле         | Каталін Мароші Вероніка Стеле        | 6–4, 5–7, 6–4    |
| Перемога  | 9.   | 14 липня 1997    | Гечо, Іспанія                    | Ґрунт      | Патті ван Аккер       | Алісія Ортуньйо Гіла Розен           | 7–5, 4–6, 7–5    |
| Поразка   | 10.  | 2 листопада 1997 | Единбург, Велика Британія        | Тверде (i) | Седа Норландер        | Жулі Пуллен Лорна Вудрофф            | 3–6, 1–6         |
| Перемога  | 11.  | 22 березня 1998  | Реймс, Франція                   | Ґрунт      | Дафне ван де Занде    | Ева Бес Кончіта Мартінес Гранадос    | 6–4, 6–3         |
| Перемога  | 12.  | 27 липня 1998    | Памплона, Іспанія                | Тверде (i) | Ева Бес               | Майке Фреліх Селіма Сфар             | w/o              |
| Поразка   | 13.  | 14 вересня 1998  | Бордо, Франція                   | Килим      | Сандра Клезель        | Анна Фолденьї Ріта Куті-Кіш          | 2–6, 3–6         |
| Поразка   | 14.  | 05 жовтня 1998   | Батумі, Грузія                   | Тверде     | Мелані Шнелль         | Євгенія Куликовська Катерина Сисоєва | 4–6, 6–3, 0–6    |
| Перемога  | 15.  | 5 грудня 1998    | Нью-Делі, Індія                  | Тверде     | Ленка Ценкова         | Тіна Кріжан Карін Кшвендт            | w/o              |
| Перемога  | 16.  | 11 жовтня 1999   | Родос, Греція                    | Ґрунт      | Татьяна Гарбін        | Ленка Ценкова Алісія Ортуньйо        | 4–6, 6–0, 7–6(3) |
| Поразка   | 17.  | 12 лютого 2001   | Sutton, Велика Британія          | Тверде (i) | Патті ван Аккер       | Елені Даніліду Лідія Штайнбах        | 0–6, 4–6         |
| Поразка   | 18.  | 14 жовтня 2001   | Пуатьє, Франція                  | Тверде (i) | Любомира Бачева       | Крісті Богерт Лоранс Куртуа          | 1–6, 5–7         |
| Поразка   | 19.  | 27 січня 2002    | Фуллертон (Каліфорнія), США      | Тверде     | Джулія Казоні         | Мелісса Міддлтон Брі Ріппнер         | 6–2, 4–6, 5–7    |
| Перемога  | 20.  | 3 лютого 2002    | ITF Рокфорд, США                 | Тверде (i) | Джулія Казоні         | Мелісса Міддлтон Брі Ріппнер         | 6–4, ret.        |
| Перемога  | 21.  | 15 жовтня 2002   | ITF Саутгемптон, Велика Британія | Тверде (i) | Драгана Зарич         | Ліга Декмеєре Івонн Дойл             | 6–2, 6–1         |
| Перемога  | 22.  | 16 березня 2003  | ITF Каїр, Єгипет                 | Ґрунт      | Маріель Гоґланд       | Зузанне Філіпп Андреа Масарикова     | 7–5, 6–4         |